# Heinrich Maria Janssen

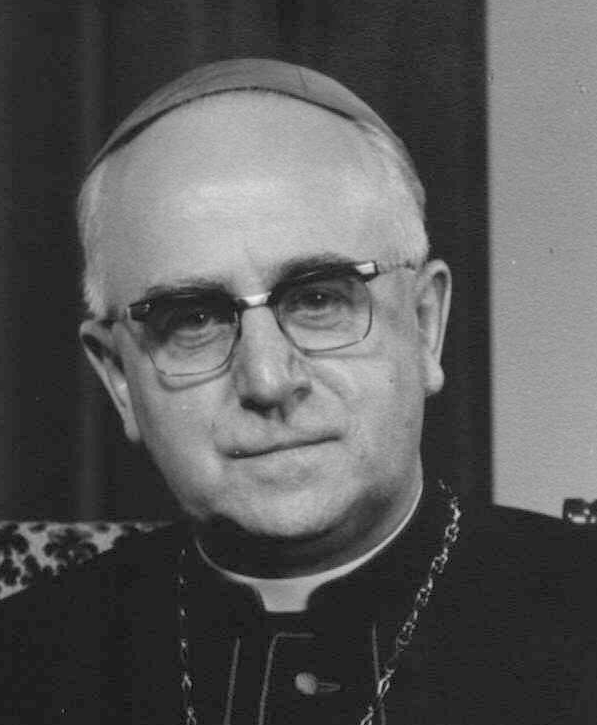
Heinrich Maria Janssen

Heinrich Maria Janssen (* 28. Dezember 1907 in Rindern bei Kleve; † 7. Oktober 1988 in Hildesheim) war vom 3. Februar 1957 bis 28. Dezember 1982 Bischof von Hildesheim. Er ist der erste Bischof der römisch-katholischen Kirche in Deutschland, der persönlich des sexuellen Missbrauchs von Kindern beschuldigt wird.

## Lebenslauf
Nach dem Abitur am Collegium Augustinianum Gaesdonck, dem Studium in Münster/Westf. und Freiburg und der Priesterweihe am 29. Juli 1934 durch Bischof Clemens August Graf von Galen war Heinrich Maria Janssen bis zur Vertreibung 1945 als Vikar und Kuratus in der Prälatur Schneidemühl tätig. Danach war er bis 1946 Kaplan in Bronnzell bei Fulda, anschließend bis 1949 Kaplan in Ochtrup. Am 29. April 1949 erfolgte seine Ernennung zum Pfarrer an St. Antonius in Kevelaer. Von 1955 bis 1957 war er Pfarrer von St. Marien in Kevelaer und zugleich Spiritual am Collegium Augustinianum Gaesdonck.
Am 3. Februar 1957 wurde Janssen von Papst Pius XII. zum Bischof von Hildesheim ernannt. Die Bischofsweihe spendete ihm am 14. Mai 1957 der Paderborner Erzbischof Lorenz Jaeger in St. Godehard zu Hildesheim; Mitkonsekratoren waren der Bischof von Münster, Michael Keller und der Bischof von Luxemburg, Léon Lommel. Er war ein volkstümlicher Oberhirte und widmete sich besonders der Integration der katholischen Heimatvertriebenen in der norddeutschen Diaspora.
In die Amtszeit Janssens fallen die Weihe des wiederaufgebauten Mariendomes zu Hildesheim am 26. März 1960 und der Abschluss des Konkordates zwischen dem Heiligen Stuhl und dem Land Niedersachsen am 26. Februar 1965. In seine Amtszeit fällt der Bau vieler Kirchen (Fertigbauweise, z. T. bereits wieder profaniert), in der Regel Filialkirchen bestehender Pfarreien. Der Bau wurde notwendig, um die vielen Heimatvertriebenen in die Gemeinden, die sprunghaft gewachsen waren, integrieren zu können. Er engagierte sich für die Errichtung der Heimstatt Röderhof (südlich von Hildesheim), einer 1970 eingeweihten Einrichtung für Kinder mit geistigen und mehrfachen Behinderungen, zu der er zeit seines Lebens Verbindung hielt.
Janssen fungierte nach seiner Emeritierung (28. Dezember 1982) am 13. November 1983 als Mitkonsekrator bei der Bischofsweihe seines Nachfolgers Josef Homeyer.
Die Grabstätte Janssens befand sich im Hildesheimer Dom in einer kleinen Kapelle am südlichen Querschiff. Im Zuge der Umgestaltung des Doms wurden seine sterblichen Überreste am 14. November 2012 in die neu geschaffene Bischofsgruft umgebettet.

## Vorwurf des sexuellen Missbrauchs von Kindern
Im November 2015 wurde öffentlich bekannt, dass Janssen als Bischof von Hildesheim zwischen 1958 und 1963 einen anfangs 10-jährigen Ministranten jahrelang regelmäßig sexuell missbraucht haben soll. Die Übergriffe hätten „unter Ausnutzung der bischöflichen Autorität und Stellung“ stattgefunden. Der Betroffene erhielt im Jahre 2015 eine Zahlung in Höhe von 10.000 Euro. Er kritisierte dies als „billige Ablasszahlung der Kirche“ und verlangte die Entfernung der sterblichen Überreste Janssens aus der Bischofsgruft im Hildesheimer Dom.
Der Hildesheimer Bischof Norbert Trelle stellte klar, mit der Zahlung sei kein Urteil oder Schuldeingeständnis verbunden. Eine inoffizielle Arbeitsgruppe, die ohne Auftrag tätig wurde und der auch ehemalige Domkapitulare angehörten, die mit Janssen im Bischofshaus gewohnt hatten, entlastete den Bischof und hielt die Vorwürfe für unbewiesen. Das Bistum Hildesheim beauftragte das Münchner Institut für Praxisforschung und Projektberatung (IPP) mit der Untersuchung der Vorwürfe in einem größeren Zusammenhang. „Der Missbrauchsvorwurf gegen den 1988 verstorbenen Hildesheimer Ex-Bischof Heinrich Maria Janssen lässt sich nach Ansicht der Gutachter hingegen weder beweisen noch entkräften. […] Die Gutachter ermittelten zwar drei weitere Personen, die entsprechende Vorwürfe gegen den Bischof erhoben. Deren Schilderungen seien aber nicht geeignet gewesen, den Bericht des früheren Ministranten zu validieren.“
Anfang Oktober 2018 wandte sich ein weiterer, zu diesem Zeitpunkt 70 Jahre alter Betroffener mit seinem Zeugnis über Missbrauchserfahrungen in Einrichtungen des Bistums Hildesheim an Trelles Nachfolger Heiner Wilmer SCJ. Er berichtete unter anderem ebenfalls von einem sexuellen Übergriff durch Janssen selbst. Zudem verdichteten sich Hinweise auf ein systematisches Vorgehen des mutmaßlichen Täters. Wilmer kündigte eine weitere externe Untersuchung an, die die Vorwürfe gegen seinen Vorgänger endgültig aufklären sollte. Im April 2019 stellte er die aus vier Fachleuten, zwei Psychologen und zwei Juristen, bestehende Kommission vor, die von der früheren niedersächsischen Justizministerin Antje Niewisch-Lennartz (Grüne) geleitet wurde. Die Untersuchung sollte auch etwaige Netzwerke offenlegen, die in den mutmaßlichen Missbrauch unter Bischof Janssen involviert waren. Keiner der Experten gehört der römisch-katholischen Kirche an.
Das am 14. September 2021 vorgestellte Gutachten der Expertengruppe nahm Stellung zu Fällen sexuellen Missbrauchs im Bereich des Bistums Hildesheim während Bischof Janssens Amtszeit. Es wurden insgesamt 71 Tatverdächtige identifiziert, darunter 45 Geistliche; in katholischen Kinderheimen habe es physische, psychische und sexualisierte Gewalt gegeben. Es gab keine weiteren belastenden Hinweise auf sexuellen Missbrauch oder sexuelle Grenzüberschreitungen gegenüber Minderjährigen, die Janssen selbst von Betroffenen vorgeworfen werden, die Vorwürfe konnten aber auch nicht entkräftet werden. Die Gutachter stellten fest, dass die Täter seitens des Bistums Zuwendung und Schutz durch Vertuschung oder Versetzung erhalten hätten, während die Betroffenen keinerlei Hilfen erhielten und mit ihrem Leid alleingelassen wurden. Janssen habe vorrangig darauf geachtet, den Ruf der Kirche und die Täter zu schützen.
Im Juni 2024 wurden weitere Janssen persönlich betreffende Fälle von sexuellem Missbrauch bekannt. Beim Bistum hatten sich drei mutmaßlich Betroffene gemeldet, die Janssen vorwerfen, sie im Alter zwischen acht und zwölf Jahren über längere Zeit hinweg schwer sexuell missbraucht zu haben. Infolgedessen wurde die Gruft blickdicht verschlossen und eine bereits einige Wochen zuvor am Grab angebrachte Hinweistafel davor aufgestellt, die über die Vorwürfe gegen Janssen informiert. Des Weiteren kündigte das Domkapitel nach den neuen Meldungen an, eine neue Prüfung im Hinblick auf eine mögliche Umbettung Bischof Janssens zu beginnen. Der Beraterstab des amtierenden Bischofs Wilmer stufte die Fälle am 6. Juni 2024 als glaubwürdig ein.
Ein Bericht des Deutschlandfunks vom Februar 2025 verweist (ab Min 12) auf seine Reisen zu verschiedenen Kinderheimen und Vorgänge am Hildesheimer Domhof.

## Ehrungen
- Janssen war zu Lebzeiten Ehrenbürger von Hildesheim, Kevelaer und der Gemeinde Rindern (heute Stadt Kleve).[16]
- 1966: Ehrendomherr der Kathedrale von Luxemburg
- 1966: Ehrenplakette des Bundes der Vertriebenen
- 1983: Großes Verdienstkreuz mit Stern (1966) und Schulterband des Verdienstordens der Bundesrepublik Deutschland
- 1971: Niedersächsische Landesmedaille
- bis 2021: Bischof-Janssen-Straße in Duderstadt – am 16. Dezember 2021 in „Zum Ferienparadies“ umbenannt 1
- bis 2022: Bischof-Janssen-Straße in Hildesheim – am 4. Mai 2022 in „Marie-Wagenknecht-Straße“ umbenannt 1
- bis 2022: Bischof-Janssen-Straße in Kevelaer – am 8. Februar 2022 in „Kastanieneck“ umbenannt 1
- bis 2022: Bischof Janssen gewidmetes Zierfenster in der Ehrengalerie der Gaesdonck – am 16. Dezember 2021 entfernt 1[17]